# Michael Brake

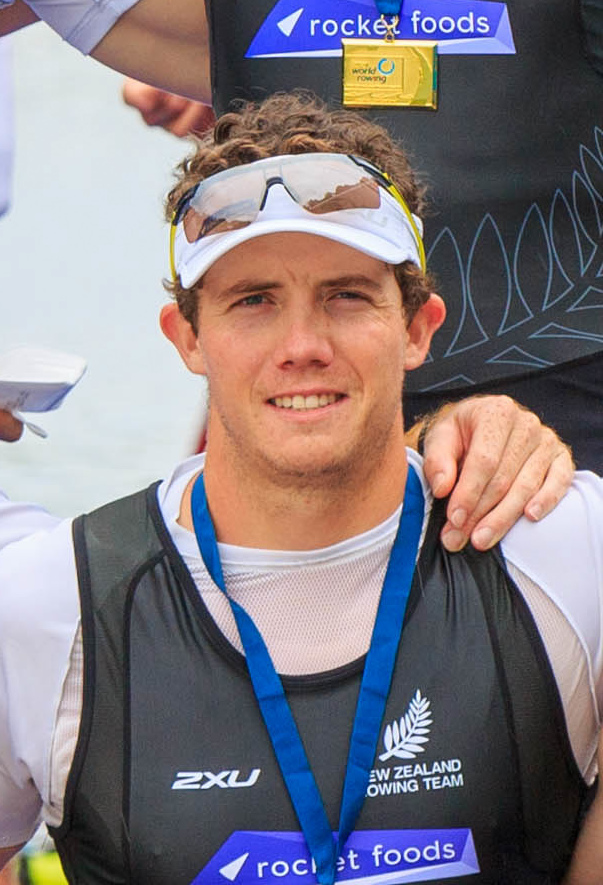
Michael Brake, 2021

Michael Brake (* 22. Oktober 1994 in Auckland) ist ein neuseeländischer Ruderer und Olympiasieger.

## Karriere
Der 1,87 m große Michael Brake erruderte bei den Junioren-Weltmeisterschaften 2012 die Goldmedaille im Vierer mit Steuermann. 2014 gewann er im Vierer mit Steuermann die Silbermedaille bei den U23-Weltmeisterschaften. 2015 nahm Brake mit dem neuseeländischen Achter erstmals an den Weltmeisterschaften in der Erwachsenenklasse teil und erreichte dort den vierten Platz. Mit dieser Platzierung hatten sich die Neuseeländer auch für die Olympischen Spiele 2016 qualifiziert. Im Finale der Olympischen Regatta in Rio de Janeiro belegten die Neuseeländer den sechsten Platz.
2017 belegte Brake mit dem Achter den sechsten Platz bei den Weltmeisterschaften. Im Jahr darauf belegte Brake zusammen mit Thomas Murray im Zweier ohne Steuermann den fünften Platz bei den Weltmeisterschaften. 2019 bei den Weltmeisterschaften in Linz gewannen Murray und Brake die Silbermedaille hinter den Kroaten Martin und Valent Sinković. 2021 qualifizierten sich Murray und Brake mit dem neuseeländischen Achter für die Olympischen Spiele in Tokio. Nach einem zweiten Platz im Vorlauf siegten sie im Hoffnungslauf. Im Finale gewannen die Neuseeländer mit einer Sekunde Vorsprung vor dem Deutschland-Achter die Goldmedaille.